# Большая Марьинская улица
Больша́я Ма́рьинская улица — улица на севере Москвы, в Останкинском районе Северо-Восточного административного округа, проходит параллельно проспекту Мира, пересекает Широкий проезд и почти доходит до улицы Бочкова.

## История
Названа в начале XX века по деревне Марьино, которая была включена в пределы Москвы также в начале XX века. В 1960-е годы здесь началась массовая жилая застройка (бывшая Малая Марьинская улица сейчас — Улица Годовикова).

## Расположение
Большая Марьинская улица начинается в жилой застройке между проспектом Мира (слева от него) и Мурманским проездом. Проходит параллельно проспекту на север, пересекает Широкий проезд, Узкий переулок и заканчивается в жилой застройке вблизи от улицы Бочкова (соединяется с ней лишь внутридворовым проездом).

## Примечательные здания и сооружения
По нечётной стороне:
- № 7, корпус 1 — издательство «Витязь»; газета «Искусство народов мира»; журналы «Дополнительное образование и воспитание», «Живописная Россия», «Мир и безопасность»;
- № 9 — Управление Федерального казначейства МФ РФ по г. Москве, Отделения: по СВАО;
- № 9, корпус 1 — инвестиционная компания «Фора-Капитал»; ФГУ «Росдоринформсвязь»;
- № 9, строение 1 — информационно-издательская служба и журнал «Металлоснабжение и сбыт»;
- № 9, строение 2 — Одеждаоптторг; Российский союз поставщиков металлопродукции; Информационно-аналитический центр Федерального дорожного агентства;
- № 15, строение А — Культурный центр СВАО;
- № 17 — жилой дом. Здесь жил актёр Н. Н. Ерёменко (младший)[1]
- № 19 — Останкинский ОДС СВАО;

По чётной стороне:
- № 2 — издательство «Теремок-97».